# Гипотеза совокупных рациональных ожиданий
Гипотеза совокупных рациональных ожиданий (Ensemble Rational Expectations Hypothesis) гласит, что совокупность всех ожиданий рациональных агентов распределяется относительно теоретического значения. Впервые была предложена Джоном Фрейзером Мутом (John Fraser Muth [англ.]) в 1961 году.

### Предпосылки гипотезы
1. Формированием рациональных ожиданий занимаются рациональные агенты.
2. Агентов достаточно много, для того, чтобы имелась возможность получить совокупное распределение ожиданий.

### Основные положения гипотезы
1. Наблюдаемые ожидания фирм (субъективные ожидания) и теоретические (объективные ожидания) одинаково распределены.
2. Субъективное распределение описывает распределение наблюдаемых ожиданий фирм.
3. Объективное распределение описывает распределение теоретических значений рациональных ожиданий, полученных из соответствующей математической модели.
4. Эта гипотеза не имеет внутренней модели поведения, и не требует того, чтобы агенты имели схожую модель поведения.
5. Гипотеза не утверждает ни идентичности ожиданий, ни точности предсказаний.

### Эволюционное и эдьюктивное обучение
В современной экономической теории существует два типа обучения экономических агентов. Согласно теории рациональных ожиданий, рациональные агенты могут прийти в равновесие рациональных ожиданий только после соответствующего обучения. Тип обучения определяет тип агента.

##### Эволюционное обучение
В теории эволюционного (или адаптивного) обучения агенты могут рассматриваться как агенты — эконометристы или как адаптивные агенты. У первых, как правило, имеется закон, согласно которому развивается экономическая система. На нем агенты основывают свои действия и постоянно просчитывают параметры системы, по мере поступления новых данных. Второй тип (адаптивные агенты) располагает рядом адаптивных правил ожиданий, и использует те, которые отвечают актуальным данным лучше всего в данный момент времени.

##### Эдьюктивное обучение (Eductive learning [англ.])
Эдьюктивный тип обучения (дословно " обучение делать выводы ") соответствует рациональным агентам. Агенты данного типа полностью используют всю доступную информацию об экономическом окружении и структуре рынка .Такой тип обучения не требует полного знания системы, хотя требования к возможности агентов рассуждать значительны.

### Тестирование гипотезы
Гипотеза совокупных рациональных ожиданий неоднократно тестировалась. Одной из важных предпосылок возможности тестирования гипотезы является тот факт, репрезентативная группа знает временные ряды ожиданий и их реализаций. Наиболее значимыми оказались эксперименты Хоммса (Hommes) в 2005 и 2008 гг. и Хемеджера (Heemeijer) в 2009 году.

##### Результаты экспериментов
Гипотеза совокупных рациональных ожиданий подтвердилась насколько раз в экспериментах 2008 и 2009 года. Удалось подтвердить рациональные основы поведения экономических агентов в формировании ожиданий относительно цен будущего периода.

### Критика
Модель формирования ожиданий в гипотезе совокупных рациональных ожиданий открыто критикуется как не соответствующая реальности. При образовании рациональных ожиданий должен учитываться тот факт, что информация о будущем имеет высокую цену. Прогнозы на будущее могут быть оптимальными не потому, что являются точными, а потому, что сбор более подробной информации слишком дорог. По мнению представителей австрийской школы и кейнсианской теории, ссылающихся на фундаментальную непредсказуемость будущего, формирование ожидаемого не может быть рациональным.
.